# پلاک وسایل نقلیه آندورا

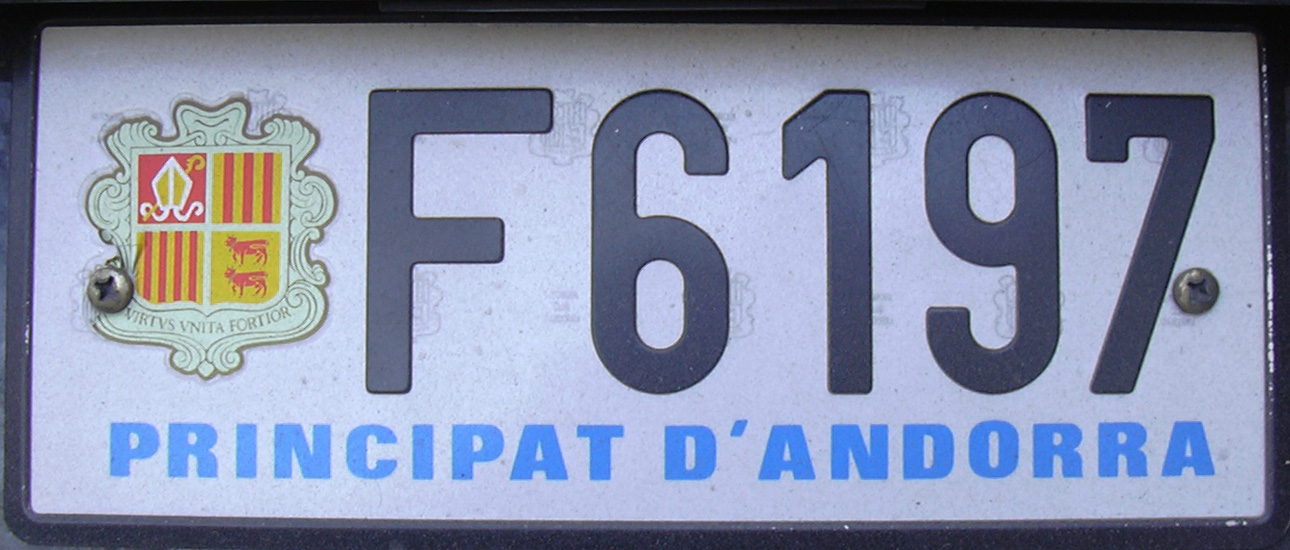
پلاک آندورا

پلاک‌های خودرو آندورا از یک حرف و چهار رقم (لاتین)(به عنوان مثال A1234) تشکیل شده است، و آرم آندورا در سمت چپ قرار دارد و سریال " Principat d' Andorra" به رنگ آبی در زیر پلاک قرار دارد. مشخصات پلاک بارنگ مشکی در یک پس زمینه سقید قرار دارد.

## تاریخچه

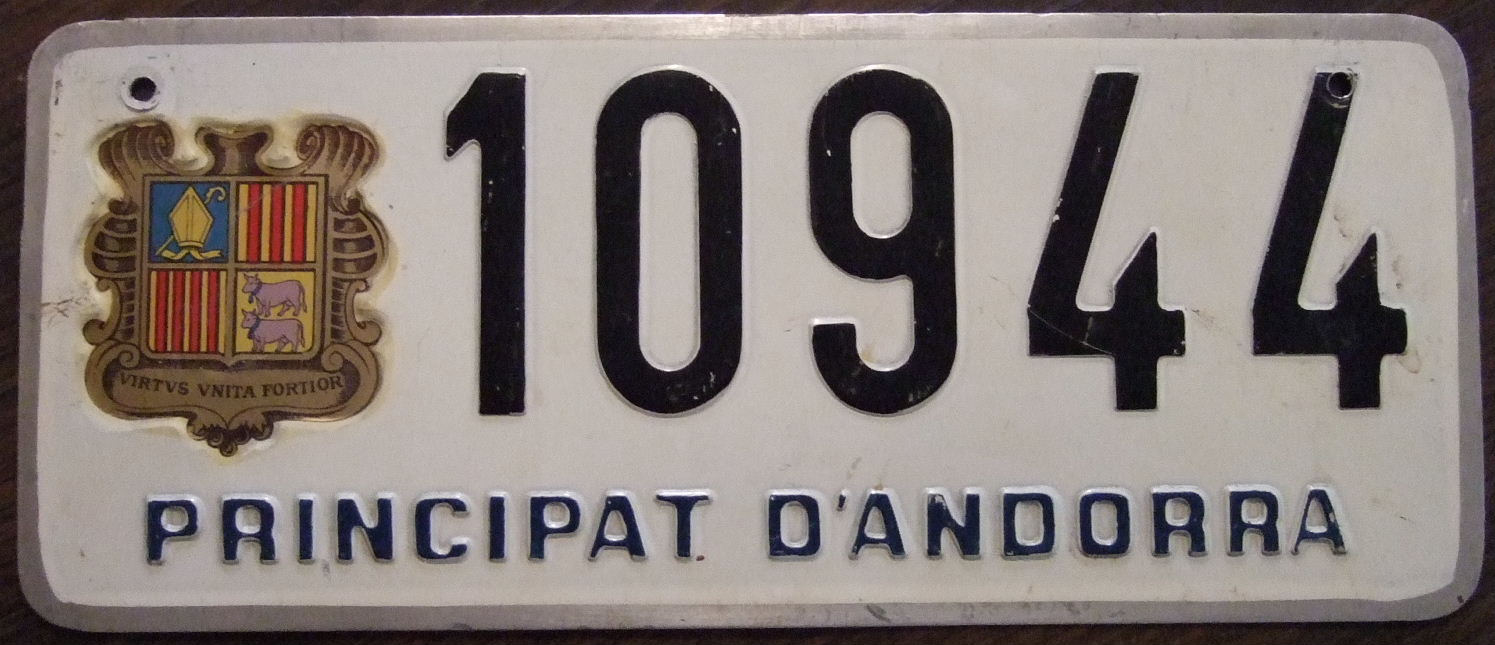
پلاکی برای سال ۱۹۷۰

پلاک‌های آندورا اولین بار در سال ۱۹۳۰ حدوداً صادر شد و حالا دوباره سریال مشکی بر روی زمینه سفید قرار گرفته است. ابتدا این پلاک‌ها با چهار شماره (به عنوان مثال ۱۲۳۴) وجود داشت سپس سری‌های جدید برای سال ۲۰۱۱ برنامه‌ریزی شد.

## پلاک‌های ویژه
بعضی پلاک‌ها که MT در آن‌ها مورد استفاده قرار می‌گیرد در واقع پلاک‌هایی موقت می‌باشند. این پلاک هااز دو حرف و چهار عدد در یک پس زمینه قرمز تشکیل شده‌اند.